# Хута-Поляньска
Ху́та-Поля́ньска (пол. Huta Polańska) — село в Польше на территории гмины Кремпна Ясленского повета Подкарпатского воеводства.

## География
Село находится в 7 км от административного центра гмины села Кремпна, 32 км от города Ясло и 71 км от Кракова. Село располагается на территории Магурского национального парка.

## История
Село было основано в XVI—XVII веках. До второй половины XIX века в селе было производство стекла. В 1772 году во время Барской конфедерации в окрестностях села располагался лагерь конфедератов. В 1904 году в селе была основана польская школа и читальня.
7 сентября 1939 года со стороны Словакии в село вошли отряды 1-й горнострелковой дивизии германского генерала Кублера. Во время немецкой оккупации в окрестностях села действовал отряд Армии крайовой, который занимался переправкой людей через границу до словацкой деревни Нижна-Писана. До лета 1944 года было переправлено через польско-словацкую границу около 400 человек.
С 11 сентября 1944 года в ходе Карпатско-Дуклинской операции по линии Ивля — Поляны — Хута-Поляньска в направление Дукельского перевала в течение двух недель проходили ожесточённые бои отрядов 101 корпуса генерала Баранова с немецкими силами. 27 сентября село было занято войсками 38-й Армии.
В 1975—1998 года село входило в Кросненское воеводство.

## Достопримечательности
- Церковь святых Яна Дукли и Хуберта, построенная в 90-х годах XX столетия;
- Туристическая база «Гайстра».

## Туризм
Через село проходит пеший туристический маршрут «Перевал Бескиды-над-Оженной — Оженна — Перевал Мазгалица — Баране — Барвинек — Дукельский перевал».

## Источник
- Huta Polańska, Huta Nowa i Huta Krempska / Słownik geograficzny Królestwa Polskiego i innych krajów słowiańskich, III, 1882.
- Krukar Wojciech, Kryciński Stanisław, Luboński Paweł, Olszański Tadeusz A. i in.: Beskid Niski. Przewodnik, wyd. II poprawione i aktualizowane, Oficyna Wydawnicza «Rewasz», Pruszków 2002, стр. 296—297 ISBN 83-85557-98-9